# Dziennik Alfreda Rosenberga
Dziennik Alfreda Rosenberga – dokument spisany przez jednego z głównych ideologów rasistowskich narodowego socjalizmu w III Rzeszy.

## Opis techniczny
Dziennik składa się z ponad 400 odręcznie spisanych stron. Część pozostająca w posiadaniu Muzeum Holocaustu w Waszyngtonie obejmuje okres od wiosny 1936 r. do zimy 1944 r.; zapiski z lat 1934-35 były znane wcześniej i znajdują się w National Archives and Records Administration.

## Historia
Dziennik został wykorzystany podczas procesu Alfreda Rosenberga przed Międzynarodowym Trybunałem Wojskowym w Norymberdze przez jego oskarżyciela, prawnika dra Roberta Kempnera – zastępcę amerykańskiego oskarżyciela głównego Roberta H. Jacksona.
Późniejsze losy Dziennika były przez blisko 70 lat nieznane. Jak się okazało w 2013, Kempner uzyskał od archiwisty procesu norymberskiego dokument zezwalający na wywóz dokumentów dla celów pisarskich, edukacyjnych i badań, i na podstawie tego zezwolenia zabrał zbiór kilku tysięcy dokumentów, w tym dziennik Rosenberga.
Dokumenty były w posiadaniu Kempnera do jego śmierci w 1993 r., po czym Muzeum Holocaustu w Waszyngtonie wynegocjowało przejęcie kolekcji; kłopoty prawne spowodowały jednak sześcioletnie opóźnienie i gdy część z dokumentów została przejęta w 1999, dziennika brakowało. W 2001 i 2003 roku udało się odnaleźć, w domu Kempnera i w innych domach prywatnych część brakujących dokumentów. Dzięki pomocy funkcjonariuszy Departamentu Sprawiedliwości Stanów Zjednoczonych udało się odzyskać część brakujących dokumentów od wykładowcy akademickiego i przyjaciela sekretarki Kempnera, Herberta Richardsona. Dalsze poszukiwania, trwające aż do czerwca 2013, ponownie wskazały Richardsona jako posiadacza pozostałych papierów; ostatecznie zwrócił on je, wśród nich dziennik Rosenberga.

## Znaczenie
Użyta w procesie norymberskim część dziennika zawierała między innymi informacje na temat funkcjonowania NSDAP, relacji pomiędzy poszczególnymi politykami oraz ideologiczne założenia Rosenberga na temat "wyższości rasy panów". Dziennik zawiera też informacje na temat przygotowań III Rzeszy do II wojny światowej, agresji na ZSRR oraz planów rabunkowych dzieł sztuki na terenach okupowanych przez nazistów.
Dziennik jest uważany za jeden z kluczowych dokumentów mogących rzucić nowe światło na plan eksterminacji Żydów w czasie II wojny światowej.